# Larrea
Larrea es un género de la familia Zygophyllaceae que incluye cinco especies de arbustos siempreverdes distribuidas en América.  
En América del Sur se encuentran cuatro especies, las cuales se conocen como jarillas: Larrea ameghinoi (jarilla rastrera), Larrea nitida (jarilla fina, jarilla de la sierra o jarilla crespa), Larrea divaricata (jarilla hembra) y Larrea cuneifolia (jarilla macho). Las especies sudamericanas están fuertemente emparentadas entre sí y los híbridos interespecíficos son parcialmente fértiles. La quinta especie del género es Larrea tridentata, conocida como wamis (denominación tomada de la lengua tarahumara) o como «gobernadora», ya que es el elemento principal tanto del chaparral como de los desiertos de Sonora y Chihuahua del norte de México y el suroeste de los Estados Unidos. 
Las jarillas son arbustos ramosos que se encuentran en zonas montañosas del oeste argentino. Todas ellas son importantes fuentes de combustible. Aparte de su utilidad como combustible, estas plantas tiene otros usos. La sustancia resinosa contenida en sus hojas se utiliza como remedio veterinario para caballos y mulas. La infusión se utiliza contra el cólera, fiebres intermitentes y para remitir el dolor causado por luxaciones y fracturas.

## Taxonomía
El género fue creado a finales del siglo XVIII por el botánico español José Cavanilles, a partir de plantas herborizadas en Argentina y enviadas al Jardín Botánico de Madrid del que fue director. El género fue descrito por Nicholas Edward Brown y publicado en Journal of Botany, British and Foreign 66: 141. 1928. La especie tipo es: Dicrocaulon pearsonii N.E. Br. 

### Etimología
Larrea: nombre genérico que fue dado en honor de Juan Antonio Hernández Pérez de Larrea,
un clérigo español nacido en Villar del Salz el 30 de septiembre de 1730, amigo de la ciencia, y que fue deán del cabildo de Zaragoza y obispo de Valladolid.